# Циганске мелодије
„Циганске мелодије” је југословенски музички ТВ филм из 1969. године. Режирао га је Рајко Лаловић а сценарио је написао Божидар Пантић.

## Улоге
| Глумац             | Улога |
| ------------------ | ----- |
| Марија Балаш       | Лично |
| Гордана Јовановић  | Лично |
| Дивна Костић       | Лично |
| Радмила Стојановић | Лично |
| Цвета Васиљевић    | Лично |